# HLB Meisei 有限責任監査法人
HLB Meisei有限責任監査法人（エイチエルビーメイセイゆうげんせきにんかんさほうじん、英文名称：HLB Meisei LLC）は、日本における中堅監査法人である。
世界第8位の会計事務所であるHLB Internationalに加盟している。

## 概要
- 所在地 - 東京都台東区元浅草3-7-1住友不動産上野御徒町ビル9階
- 人員 - 社員6名、スタッフ30名（2025年6月1日現在）
- クライアント数 - 64社、うち金商法監査10社（2024年6月30日現在）

## 沿革
- 2005年5月 -  明誠監査法人設立
- 2007年5月 -  業務規模拡大に伴い、中央区京橋に移転
- 2010年2月 -   HLB Internationalに加盟
- 2012年3月 -   中央区日本橋本石町へ移転
- 2014年8月 - 有限責任監査法人へ移行に伴い、明誠有限責任監査法人へ名称変更
- 2019年10月 - 明誠有限責任監査法人を、HLB Meisei有限責任監査法人へ名称変更
- 2023年４月 - 台東区元浅草へ移転

## 主なクライアント
有価証券報告書より、最近の監査報酬上位5社を以下に示す。
| 順位 | 会社名                       | 2024年度監査報酬 | 前身所属ならびに監査継続期間            |
| ---- | ---------------------------- | ---------------- | --------------------------------------- |
| 1    | ブロードメディア             | 3,930万円        | 2023年3月期以降（仁智→明誠）            |
| 2    | 大黒屋ホールディングス       | 3,740万円        | 2005年6月以降                           |
| 3    | ダントーホールディングス     | 3,600万円        | 2021年12月期以降（あけぼの→HLB Meisei） |
| 4    | トレイダーズホールディングス | 2,900万円        | 2011年3月期以降（東陽→明誠）            |
| 4    | リミックスポイント           | 2,900万円        | 2025年3月期以降（アスカ→HLB Meisei）    |

## 監査法人にかかわる出来事
- 2016年1月 - 金融庁公認会計士・監査審査会より金融庁長官に対して処分勧告が出された旨発表される。同年4月に金融庁長官より業務改善命令